# Soldi
«Soldi» (укр. Гроші) — пісня італійського співака Mahmood за участі Даріо «Dardust» Фаіні та Чарлі Чарльза. Продюсерами були Dario «Dardust» Faini та Чарлі Чарльз. Після перемоги на музичному фестивалі у Санремо 2019 він отримав право представляти Італію з піснею «Soldi» на Пісенному конкурсі Євробачення 2019 — сингл приніс Італії друге місце на конкурсі. «Soldi» очолила чарти в Греції, Ізраїлі, Італії та Литві й досягла десятки найкращих ще в п'яти країнах. Сингл став найпопулярнішою піснею Євробачення на Spotify з рекордом, який зберігався до кінця січня 2021 року, доки показники не перевершив переможець Євробачення 2019 року Дункан Лоренс з піснею «Arcade».

## Історія та зміст
В інтерв'ю TV Sorrisi e Canzoni, Махмуд розповів, що почав писати пісню, коли спілкувався з друзями. Попри це, йому знадобилося ще багато часу, щоб дописати «Soldi». Продюсери Дардаст і Чарлі Чарльз оновили звучання треку, додали йому сучасні елементи. У звучанні хіп-хоп поєднаний з арабськими мотивами.
Структура пісні не має приспіву у стандартному розумінні. За словами італійського продюсера й музиканта Андреа Родіні, «гачок» пісні заснований на трьох різних елементах: повторенні слова «soldi» (гроші), куплеті «come va» (що сталося?), вимовленому кілька разів поспіль, і звуку плескання в долоні, який Родіні описує як «кубістичний» приспів.
«Soldi» — автобіографічна пісня про «нешаблонну сім'ю» Махмуда. Його тексти досліджують стосунки Махмуда з його батьком, який залишив сім'ю, коли співак був ще дитиною. Махмуд зображує брехливого, суперечливого та ненадійного батька, головним пріоритетом якого є гроші, а не власна сім'я. Тому гроші представлені як одна з причин припинення спілкування батька й сина, що знаменує сильний відхід від музичних тем-пасток, які зазвичай зображують гроші як кінцеву мету життя. Махмуд пояснив, що текст пісні «викликає спогади» і що в пісні є «багато гніву». Його тексти відтворюють серію різних картин, часто використовуваних Махмудом як метафори.
Пісня також містить речення арабською мовою. Хоча Махмуд і не може говорити арабською, він пояснив, що пам'ятає, як його називав батько, коли співак був дитиною, і що він вирішив додати цей рядок як спосіб повернення до певного моменту часу.

## Кліп
Музичне відео на пісню «Soldi» зняв режисер Аттіліо Кузані. Станом на липень 2023 року кліп має понад 204 мільйони переглядів на YouTube.

## Пісенний конкурс Євробачення

### Відбір
У грудні 2018 року Mahmood був одним з 24 артистів, відібраних для участі в Sanremo Giovani, телевізійному конкурсі, спрямованому на вибір двох нових імен для участі в 69-му музичному фестивалі в Санремо. Махмуд посів перше місце у другому епізоді шоу з піснею «Gioventù bruciata». Махмуд також отримав премію критиків серед митців, які виступали у другому фіналі. Пізніше пісня «Soldi» була оголошена його заявкою на музичний фестиваль Сан-Ремо 2019.
Махмуд вперше виконав пісню під час першого живого шоу 69-го музичного фестивалю в Сан-Ремо, який відбувся 5 лютого 2019 року. Даріо «Dardust» Файні, співавтор пісні, керував оркестром Сан-Ремо під час виступу. 8 лютого 2019 року Махмуд виконав пісню в новій версії за участю репера Gué Pequeno. Під час першого туру фіналу «Soldi» посіла 7-е місце в телеголосуванні, але за пісню віддали більшість голосів експертне журі, і друге місце — журі преси. В результаті Махмуд отримав місце в трійці кращих відбору. Після додаткового виступу пісня була оголошена переможцем 69-го музичного фестивалю в Сан-Ремо. Махмуд також отримав премію Енцо Джанначчі за найкраще виконання.

### Євробачення
Після перемоги «Soldi» RAI та Європейська мовна спілка підтвердили, що Махмуд прийняв запрошення представляти Італію на пісенному конкурсі Євробачення 2019. Оскільки Італія є членом «Великої п'ятірки», вона автоматично виходить у фінал, який відбувся 18 травня 2019 року в Тель-Авіві, Ізраїль. «Soldi» фінішувала на другому місці з 472 балами (253 від глядачів та 219 від журі) й отримала композиторську премію Марселя Безансона.

## Чарти

### Тижневі чарти
| Чарт (2019)                               | Пікова позиція |
| ----------------------------------------- | -------------- |
| Австрія (Ö3 Austria Top 40)               | 12             |
| Бельгія (Ultratip Bubbling UnderWallonia) | 16             |
| Бельгія (Ultratop 50 Flanders)            | 50             |
| Хорватія (HRT)                            | 38             |
| Естонія (Eesti Ekspress)                  | 2              |
| Europe Digital Songs (Billboard)          | 8              |
| Франція (SNEP)                            | 67             |
| Німеччина (Official German Charts)        | 32             |
| Греція (IFPI)                             | 1              |
| Ісландія (Tonlist)                        | 3              |
| Ірландія (IRMA)                           | 65             |
| Ізраїль (Media Forest)                    | 1              |
| Італія (FIMI)                             | 1              |
| Латвія (LaIPA)                            | 21             |
| Литва (AGATA)                             | 1              |
| Люксембург (Billboard)                    | 8              |
| Нідерланди (Single Top 100)               | 16             |
| Норвегія (VG-lista)                       | 16             |
| Португалія (AFP)                          | 73             |
| Шотландія (OCC)                           | 57             |
| Іспанія (PROMUSICAE)                      | 5              |
| Швеція (Sverigetopplistan)                | 8              |
| Швейцарія (Schweizer Hitparade)           | 5              |
| Велика Британія Singles (OCC)             | 73             |

### Чарти на кінець року
| Чарт (2019)                     | Позиція |
| ------------------------------- | ------- |
| Ісландія (Plötutíðindi)         | 31      |
| Італія (FIMI)                   | 4       |
| Іспанія (PROMUSICAE)            | 38      |
| Швейцарія (Schweizer Hitparade) | 27      |

## Сертифікація
| Країна               | Сертифікація | Продажі / сертифіковані одиниці |
| -------------------- | ------------ | ------------------------------- |
| Франція (SNEP)       | золото       | 100 000                         |
| Італія (FIMI)        | платина ×4   | 200 000                         |
| Польща (ZPAV)        | золото       | 25 000                          |
| Іспанія (PROMUSICAE) | платина ×2   | 80 000                          |
| Греція (IFPI Греція) | золото       | 1 000 000 (стрімінг)            |